# Ричмонд, Брэнском
Брэнско́м Ри́чмонд (англ. Branscombe Richmond; 8 августа 1955) — американский актёр и каскадер, известный характерными ролями, а также ролью Бобби Сикскиллера в телесериале «Отступник», выходившем в 1990-е годы на протяжении пяти сезонов.

## Биография
Брэнском Ричмонд родился 8 августа 1955 года (по другим данным, 8 августа 1956 года) в Лос-Анджелесе в семье Лео Ричмонда, актёра и каскадёра, и Алисы Пелайо. Среди предков актёра, помимо англичан и французов, коренные гавайцы и таитяне. Имя «Брэнском» — производное от названия английской деревни в пригороде Лондона.
С детства Брэнском занимался музыкой. Играл на аккордеоне, гитаре и пианино. Хотел играть на саксофоне, но, по настоянию отца, играл лишь на тех инструментах, играя на которых также можно было и петь (Ричмонд также учился пению). В возрасте шести лет дебютировал на киноэкране в фильме «Мятеж на Баунти» c участием Марлона Брандо. Дальнейшую жизнь Ричмонд связывать с кино не планировал, а собирался профессионально играть в бейсбол. После школы Ричмонд был выбран на драфте командой «Сент-Луис Кардиналс», но был отчислен ещё в тренировочном лагере.
Потерпев неудачу на спортивном поприще, Ричмонд устроился в ночной клуб вышибалой. Днём подрабатывал рабочим на съёмочной площадке. Однажды на съёмки не явился один из каскадёров, и Ричмонду предложили выполнить трюк — пробежать через стадо скота. Брэнском успешно справился с задачей, после чего стал искать работу каскадёром и таким образом сумел заработать известность в кинематографической среде. Из-за внушительных габаритов (при росте 190 см Ричмонд весил 105—110 кг) и запоминающейся внешности Ричмонда стали чаще приглашать на роли бандитов, громил и забияк, которые вступали в драку с главными героями фильмов и неизбежно им проигрывали. В этом качестве Ричмонд получал побои в кадре от Арнольда Шварценеггера, Сильвестра Сталлоне, Жана-Клода Ван Дамма, Дона Джонсона, Стивена Сигала, Чака Норриса и других известных актёров. В результате, благодаря столь специфическому амплуа, Брэнском, по выражению журналиста Дэвида Ренци, стал известен как «человек, которого почти все знают в лицо, но никто не знает, как его зовут».
В 1990-х Ричмонд снялся в сериале «Отступник», где сыграл роль Бобби Сикскиллера — охотника за головами индейского происхождения, который становится лучшим другом главного героя в исполнении Лоренцо Ламаса. Эта роль стала одной из наиболее известных ролей Ричмонда, так как всего было отснято пять сезонов сериала (112 эпизодов), и он пользовался популярностью у зрителей. За время съёмок Ричмонд крепко сдружился с Ламасом и Кэтлин Кинмонт, исполнительницей главной женской роли, вне съемочной площадки, а позже даже основал музыкальную группу The Renegade Posse (рус. Отряд отступников).
По состоянию на 2015 год, Ричмонд снялся в 132 фильмах и сериалах и выступил каскадёром в 50 фильмах. Кроме того, Ричмонд срежиссировал два эпизода сериала «Отступник» и выполнял обязанности продюсера при производстве семи фильмов.

### Личная жизнь
Брэнском Ричмонд женат на Ли Ричмонд. У них четверо детей.
Брэнском с детства увлекался ездой на мотоцикле и в 2003 году был включён в «Зал славы байкеров» за многочисленные роли в кино, показывающие байкеров в позитивном свете.

## Избранная фильмография
| Год  |   | Название                             | Роль                  |  |
| ---- | - | ------------------------------------ | --------------------- |  |
| 1985 | ф | Коммандо                             | Вега                  |  |
| 1988 | ф | Герой и Монстр                       | Виктор                |  |
| 1988 | ф | Новые приключения Пеппи Длинныйчулок | матрос Фридольф       |  |
| 1989 | ф | Лицензия на убийство                 | посетитель бара       |  |
| 1990 | ф | Смерти вопреки                       | Макс Гуэнтеро         |  |
| 1991 | ф | Харли Дэвидсон и Ковбой Мальборо     | большой индеец в баре |  |
| 1991 | ф | Кудряшка Сью                         | Альберт               |  |
| 1991 | ф | Совершенное оружие                   | бармен                |  |
| 1993 | ф | ЦРУ: Операция «Алекса» 2             | генерал Мендоса       |  |
| 2002 | ф | Царь скорпионов                      | Джесап                |  |
| 2003 | с | Дрожь                                | Харлоу Уиннемакка     |  |
| 2025 | с | Вождь войны                          | король Каланипуу      |  |